# Dunele de nisip Foieni
Dunele de nisip Foieni, alcătuiesc o arie protejată de interes național, ce corespunde categoriei a IV IUCN (rezervație naturală de tip botanic), situată în județul Satu Mare, pe teritoriul administrativ al comunei Foieni.

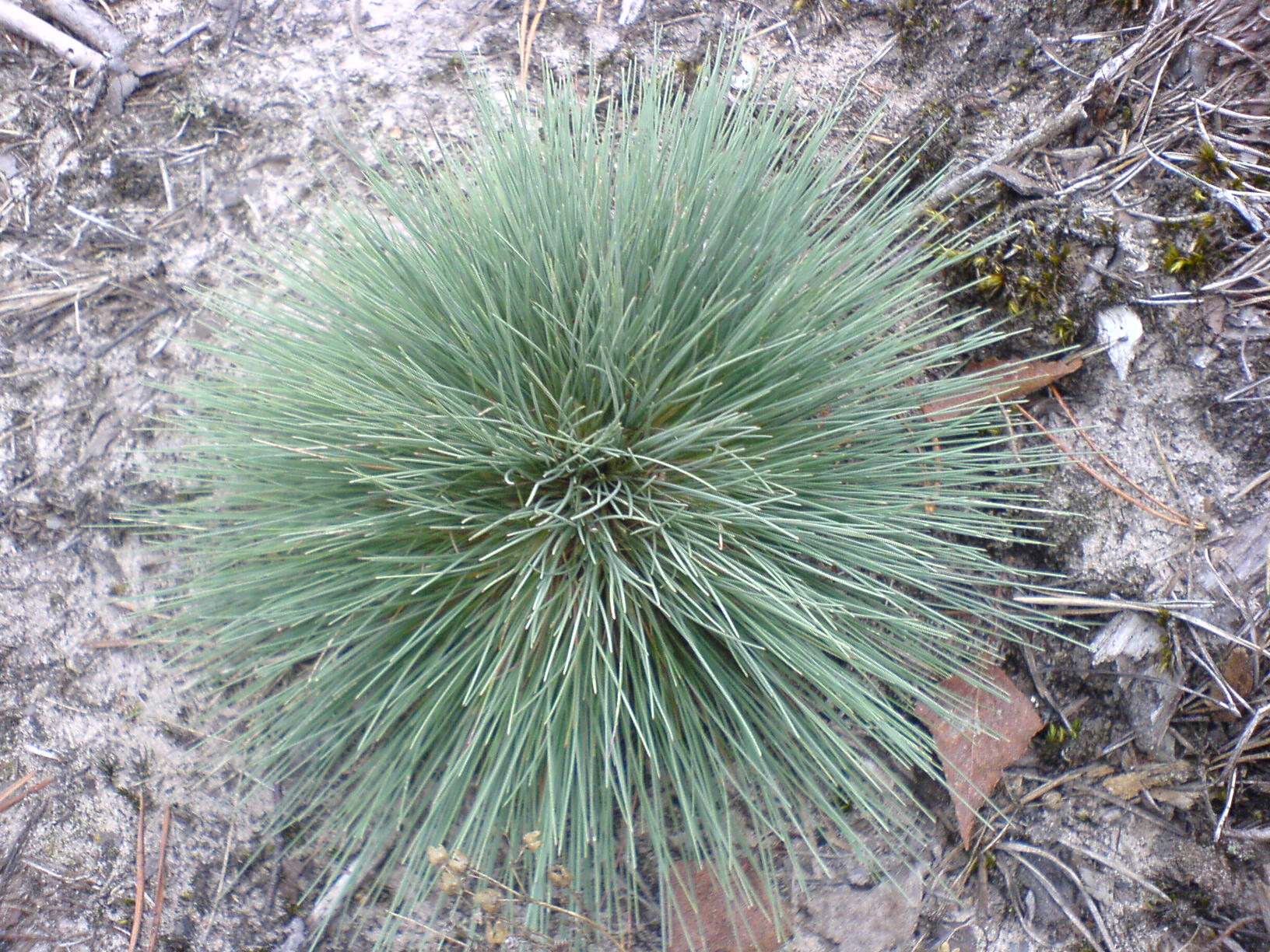
Corynephorus canescens

Rezervația naturală are o suprafață de 10 ha, și reprezintă o arie din „Câmpia Careiului”, parte integrantă a Câmpiei de Vest, cu dune de nisip, fixate de sol cu specii de vegetație termofilă, dintre care: păiușul (Festuca vaginata) și specia ierboasă Corynephorus canescens.